# ФК Университатя (Крайова)
ФК „Университатя“ (на румънски: FC Universitatea Craiova) е футболен клуб от град Крайова, Румъния, съществувал през периода 1948 – 2014 г.
Наред със столичните грандове „Стяуа“ и „Динамо“ той е сред най-популярните отбори в страната. Това е първият румънски футболен отбор, достигнал до полуфинал в европейските клубни турнири – (Купата на УЕФА през сезон 1982 – 1983).

## История
Футболът в Крайова стартира през 1921 г. с основаването на два местни отбора. Единият от тях (ФК Крайова) даже става шампион на страната през 1943 г., но титлата не е призната официално от Румънската футболна федерация заради Втората Световна война.
След войната, през 1948 г. клубовете се обединяват и се формира отбора на Университатя Крайова, главно по иниациатива на местните студенти и университетски преподаватели. Клубът скоро става един от водещите в страната и печели 4 шампионски титли и 6 купи на страната.
След демократичните промени, отборът затъва в средата на таблицата. През 2005 г. изпада в Лига II за една година.
През сезон 2013 – 14 г. отборът завършва на 11 място в Лига II, след което през септември 2014 г. е разформирован по финансови причини.

## Успехи
- Шампиони на Румъния (4 пъти) – 1974, 1980, 1981, 1991
- Купа на Румъния (6 пъти) – 1977, 1978, 1981, 1983, 1991, 1993
- Купа на УЕФА (полуфинал) – 1983 (отпада от Бенфика след две равенства 0 – 0 и 1 – 1)

## Известни футболисти
- Емил Съндой
- Георге Чуря
- Йон Пигуля
- Кристиан Киву
- Виктор Пицурка
- Еуджен Трика
- Космин Моци

## Български футболисти
- Емил Гъргоров: 2010 (13 мача - 1 гол)
- Валентин Илиев: 2010 (25 мача - 6 гола), 2015/16 (20 мача - 1 гол)
- Христо Златински: 2015/18 (112 мача - 9 гола)
- Апостол Попов: 2015/18 (57 мача - 2 гола)
- Радослав Димитров: 2017/19 (44 мача - 2 гола)
- Антони Иванов: 2019/22 (34 мача - 1 гол)

## Треньори
- Сорин Кърцу